# (5872) Sugano
(5872) Sugano (1989 SL) – planetoida z pasa głównego asteroid okrążająca Słońce w ciągu 3,38 lat w średniej odległości 2,25 j.a. Odkryta 30 września 1989 roku.